# بشارة بطرس الراعي
بشارة بطرس الراعي أو بالصيغة الرسمية مار بشارة بطرس الراعي  (1940 - الآن) بطريرك أنطاكية الماروني السابع والسبعون، انتخب بطريركًا في 15 مارس 2011 بعد ثلاث عشرة جولة اقتراع على مدى خمسة أيام قام بها مجلس المطارنة الموارنة منذ 11 مارس، خلفًا للبطريرك نصر الله صفير الذي كان قد أعلن استقالته في فبراير 2011 بداعي التقدم بالسن. ولد الراعي في المتن الشمالي، وانخرط في الرهبنة باكرًا وهو بالتالي يُعتبر أول بطريرك قادم من الرهبنة منذ البطريرك طوبيا الخازن قبل نحو ثلاث قرون.
درس في لبنان وإيطاليا وعمل في الفاتيكان ودرّس موادّ لاهوتية وحقوقية كنسيّة في جامعات عدّة، قبل أن يصبح أسقفًا عام 1986 ورئيس أساقفة جبيل عام 1990، وترأس عددًا من اللجان الكنسيّة منذ انتخابه أسقفًا وحتى انتخابه بطريركًا. وهو إلى جانب كونه البطريرك الماروني، يعتبر رئيس مجلس بطاركة الشرق الكاثوليك.
منحه البابا بندكت السادس عشر لقب كاردينال في الكنيسة الجامعة، وهو رابع بطريرك ماروني يتم منحه اللقب التالي للقب بابا، في الكنيسة الكاثوليكية. يعتبر البطريرك الراعي أول عربي وماروني في العصور الحديثة يشارك في الانتخابات البابوية، بعد أن شارك في المجمع المغلق لعام 2013.
البطريرك معروف بتدخّله في شؤون لبنان، وقد أعرب مؤخرًا عن قلقه إزاء الفشل في انتخاب رئيس للجمهورية، قائلاً: "نلتمس من الله تحريك ضمائر من يعرقلون انتخاب رئيس والنواب للذهاب إلى المجلس النيابي وانتخاب رئيس للجمهورية لينتظم عمل المؤسسات".

## حياته

### النشأة
ولد الراعي في قرية حملايا في قضاء المتن محافظة جبل لبنان، في 25 فبراير 1940، والده هو يوسف الراعي ووالدته ثمينة. انخرط في صفوف الرهبنة المريمية المارونية، ثاني أكبر رهبنات لبنان بعد الرهبنة اللبنانية المارونية عام 1953 وأبرز نذوره المؤقتة في أكتوبر 1957 وتابع دراسته في اللاهوت والفلسفة في كلية دير سيدة الجمهور التابعة للآباء اليسوعيين، حتى إبرازه النذور الدائمة في 31 يوليو 1962.

### حياة الرهبنة والكهنوت 1962 - 1986
إثر إبرازه النذور الدائمة، أوفدته الرهبنة إلى روما حيث تابع دراساته في اللاهوت والفلسفة في جامعة كاتدرائية القديس يوحنا اللاتراني الحبرية، حتى عام 1975 ونال إجازة الدكتوراه منها في الحقوق الكنسية والمدنية. كذلك درس خلال تلك الفترة المحاماة الكنسية وحصل إلى إجازة الرّوتا الرومانية التي تترجم كقاضي في الكنيسة الجامعة.
تولى الراعي خلال دراسته في روما عددًا من المناصب، فأصبح رئيس تحرير القسم العربي في إذاعة الفاتيكان منذ 1967 وحتى 1975، وشغل أيضًا منصب نائب رئيس دير مار أنطونيوس الكبير في روما والمسمى أيضًا المدرسة المارونية في روما، وقد سيم كاهنًا هناك في 3 سبتمبر 1967.
عاد الراعي إلى لبنان عام 1975 ليتولى منصب رئيس مدرسة دير سيدة اللويزة في بعبدا، وفي العام 1976 عيّن مرشدًا روحيًا لراهبات الزيارة في ذوق مكايل وظل في هذا المنصب حتى عام 1986، كما شهد عام 1977 تعيينه قاضيًا في المحكمة الروحية الابتدائية المارونية التي تنظر بقضايا الأحوال الشخصية وأخذ في العام نفسه يحاضر في مادة الحقوق في جامعة القديس يوسف في بيروت وظلّ في هذا المنصب حتى تعيينه أسقفًا، وأسس عام 1987 جامعة سيدة اللويزة وتولى رئاستها.
خلال هذه الفترة، كان الراعي يقوم بالإضافة إلى مهامه في التدريس والقضاء بخدمة عدد من الرعايا في ذوق مصبح وأدونيس الواقعة في قضاء كسروان. وعيّن عام 1982 رئيسًا للمحكمة الاستئنافية المارونية، وعام 1983 عضوًا في الزيارة الرسولية للراهبات المريميات المارونيات، وتفرغ عام 1984 لرعية مار جرجس في ضبية الواقعة ضمن قضاء المتن كما كفّ عن إدارة مدرسة اللويزة والتدريس فيها ليتفرغ لشؤون مدرسة القديسة ريتا في ضبية.

### الحياة الأسقفية 1986 - 2011

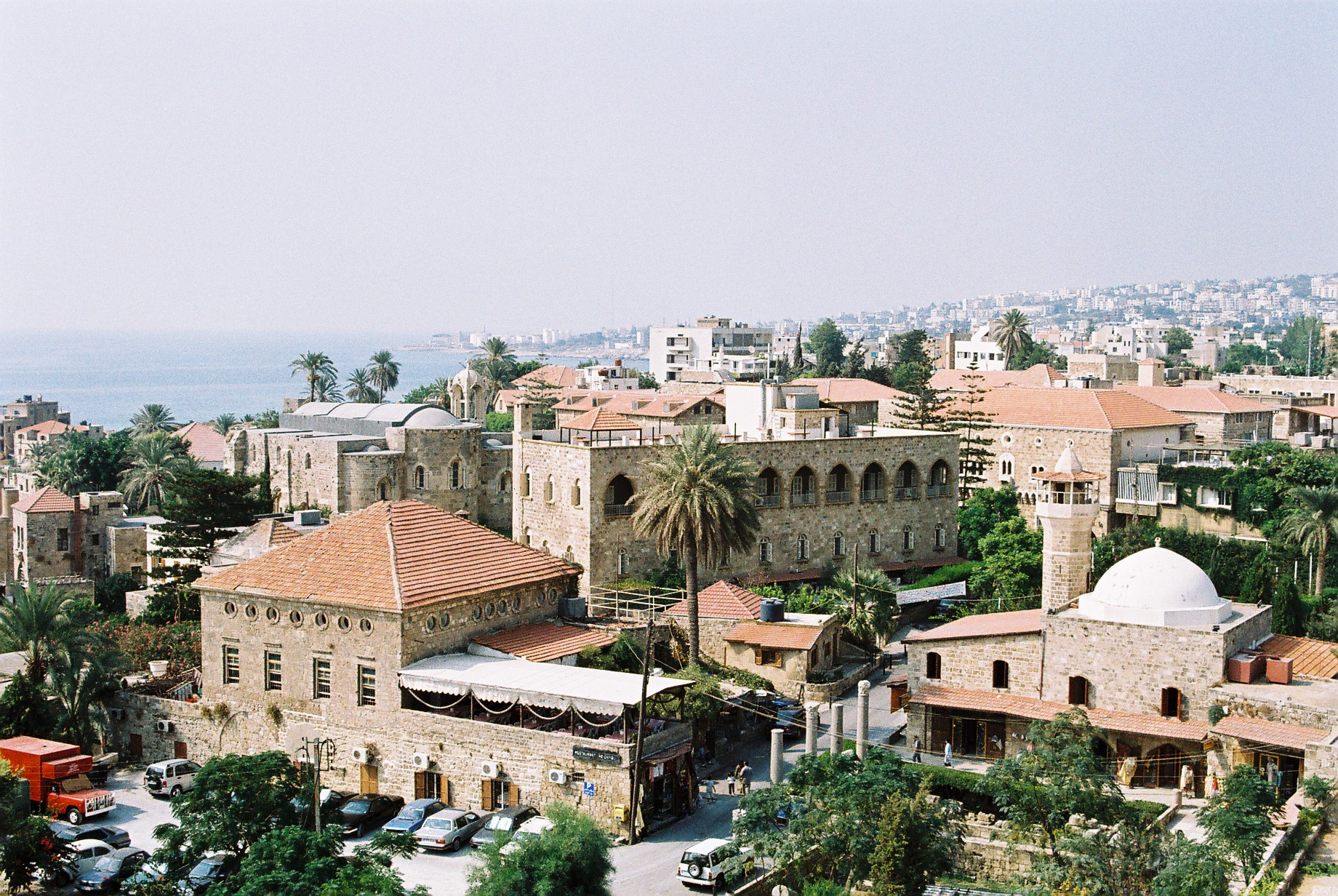
جانب من مدينة جبيل التي تولى الراعي شؤون أبرشيتها بين 1990 و2011.

انتخب البطريرك نصر الله بطرس صفير في 19 أبريل 1986، وفي 5 يوليو 1986 عيّنه البطريرك أسقفًا برتبة نائب بطريركي في بكركي، فانتقل من رعيته في ضبية إلى بكركي، حيث تمّ سيامته الرسمية وفق الطقوس المارونية في 12 يوليو 1986 وعيّن المسؤول المشرف على جمعية كاريتاس لبنان الخيرية وقد ظلّ في هذا المنصب حتى 1991، كما شهد العام 1986 تعيينه مشرفًا عامًا على عمل المحاكم الروحية المارونية وقد استمر في منصبه حتى 1992؛ ثم أصبح بعد وفاة المطران عبد الله البارد عام 1988 مسؤول منطقة بكركي في الأبرشية البطريركية. وشهد عام 1988 أيضًا تعيينه من قبل البابا يوحنا بولس الثاني رئيسًا للجنة تنسيق النشاطات الاجتماعية في كنيسة لبنان واستمر في منصبه حتى العام 2000، كما عينه البابا في العام نفسه عضوًا في المجلس البابوي «قلب واحد» واستمر في عضوية المجلس حتى 1994. في العام 1990 أعلن البطريرك صفير بموافقة سينودس الكنيسة المارونية، فصل جبيل عن الأبرشية البطريركية وتحويلها إلى أبرشية مستقلة على رأسها بشارة الراعي.
في العام 1992 عينه البابا يوحنا بولس الثاني منسقًا عامًا لسينودس الأساقفة الكاثوليك الخاص بلبنان، وقد استمر الراعي في مهمته حتى 1995، كما شهد العام 1992 انتخابه من قبل سينودس الكنيسة المارونية لعضوية اللجنة القانونية والمحكمة الخاصة بالسينودس وظلّ في هذه المنصب حتى انتخابه بطريركًا، كما عينه البابا يوحنا بولس الثاني عام 1995 عضوًا في المجلس البابوي لرعاية المهاجرين، وهو أحد المجالس البابوية الرسمية الدائمة وظلّ في هذا المنصب حتى انتخابه بطريركًا. كما انتخب عام 1997 من قبل الكنائس الكاثوليكية في لبنان رئيسًا للجنة الأسقفية للإعلام، والتي تدير المركز الكاثوليكي للإعلام وتنسق السياسة الإعلامية الكاثوليكية في لبنان والمشرق.
عينّ عام 1998 وحتى 2003 عضوًا في اللجنة البطريركية المولجة دراسة كيفية تطبيق رسالة البابا يوحنا بولس الثاني “رجاء جديد للبنان” والتي قدمها إثر زيارته عام 1997 للبنان، كما عينه البابا يوحنا بولس الثاني عام 1999 عضوًا في المجلس الحبري لشؤون العائلة، وشارك في الفترة الممتدة بين 1999 و2001 بوضع مجموعة القوانين الجديدة للكنائس الكاثوليكية الشرقية بالتعاون مع مجمع شؤون الكنائس الشرقية في الفاتيكان. كما انتدبه البطريرك صفير عام 2000 وحتى انتخابه بطريركًا كمندوب عنه في اللجنة الأسقفية لخدمة المحبة، كما تولى بين العامين 2000 و2006 ملف التنسيق بين الكنيسة المارونية والرهبنات التابعة لها بتفويض من سينودس الكنيسة المارونية.
أصبح الراعي عام 2003 أمين سر السينودس الخاص بالكنيسة المارونية وفي عام 2004 مشرفًا على عمل المحاكم الروحية للأسقفيات وفي عام 2005 منسقًا عامًا للجان حماية العائلة الكاثوليكية في الشرق الأوسط، كما انتخب عام 2009 رئيسًا للجنة الأسقفية الكاثوليكية للإعلام، وفي العام 2010 عينه البابا بندكت السادس عشر عضوًا في اللجنة الحبرية لشؤون الاتصالات الاجتماعية.

## انتخابه بطريركًا

### الخلوة الانتخابية

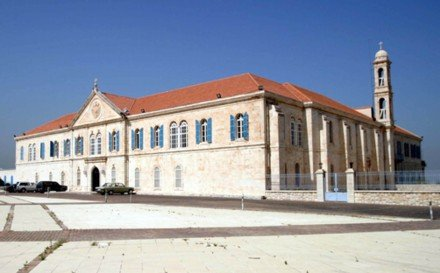
الصرح البطريركي في بكركي والذي شهد الخلوة الانتخابية بين 11 مارس و15 مارس 2011 والتي أفضت لانتخاب الراعي بطريركًا.

قدّم البطريرك صفير استقالته في فبراير بعد بطريركية طويلة دامت خمسة وعشرين عامًا بداعي التقدم في السن، وتشير بعض التحليلات الصحفية أن الكرسي الرسولي في الفاتيكان قد طلب من البطريرك الاستقالة، تمامًا كما طلب من سلفه البطريرك خريش عام 1985. وقبل الكرسي الرسولي استقالة البطريرك في 26 فبراير 2011، عن طريق كتاب وجهه البابا بندكت السادس عشر إلى البطريرك صفير، أعرب خلاله عن أن البطريرك قد استقال بملئ إرداته ما قد يناقض التحليلات السابقة.
بموجب قوانين الكنائس الكاثوليكية الشرقية فإنه عند شغور كرسي البطريركية وجب على مجلس المطارنة الدعوة خلال عشرة أيام على الأكثر لانتخاب بطريرك جديد؛ وهو ما تقيّد به المجلس إذ دعا إلى بدء الخلوة الانتخابية في 9 مارس على أن تشمل في اليومين الأولين صلوات ورتب روحية وتبدأ فعليًا بأول جلسة انتخاب في 11 مارس؛ وقد حضر الخلوة 39 مطرانًا من أصل 41 إذ تغيب مطرانا أبرشيتي الولايات المتحدة الإمريكية بداعي التقدم في السن، وقد حضر أيضًا خلال الخلوة السفير البابوي دون أن يكون له حق التصويت. أما سائر الحضور، من راهبات مولجات خدمة المطارنة أو حارسي بكركي الذي عهد التقليد بمنصبها لآل الخازن، إحدى عائلات كسروان المارونية العريقة والتي قام أحد أفرادها وهو خطّار الخازن ببناء الدير البطريركي عام 1703، فليست مولجة الاشتراك في عمليات الاقتراع، المقسمة إلى أربع دورات في اليوم ولمدة خمسة عشر يومًا فقط ويجب على المرشح ليغدو فائزًا الحصول على ثلثي الأصوات، أي 26 صوتًا على الأقل خلال خلوة مارس 2011. وقد ترأسها نائب البطريرك صفير ومدبر الكرسي البطريركي المطران رولان أبو جودة، بوصفه أقدم المطارنة من حيث الرسامة الكهنوتية.
التحليلات الصحفية المتنوعة التي واكبت مرحلة الخلوة الانتخابية وما قبلها، تناقلت عددًا من الأسماء كمرشحين أوفر حظًا لخلافة البطريرك صفير؛ أبرز الأسماء المرشحة كانت بولس مطر مطران بيروت ويوسف بشارة مطران أنطلياس وبشارة الراعي مطران جبيل المقرب من الفاتيكان؛ التحليلات الأخرى نقلت أسماء أخرى: غي بولس نجيم المقرب من التيار الوطني الحر ويوسف سويف المقرب من الفاتيكان أيضًا، ومنصور حبيقة مطران زحلة والذي غلبت عليه الصفة التوافقية. وبحسب تسريبات نقلتها صحيفة الأخبار اللبنانية في عدد 16 مارس 2011، فإنه يوم الاثنين 14 مارس، أي بعد ثلاثة أيام من بدء الخلوة أعلن بولس المطر سحب ترشيحه لأسباب لم تذكرها الصحيفة، فكانت نتيجة هذا الانسحاب أن الدورة الانتخابية الثانية عشر أي قبل الأخيرة في الخلوة، أفضت إلى نتيجة مفادها حصول يوسف بشارة على ثلاثة عشر صوتًا، يليه المطران بشارة الراعي بأحد عشر صوتًا ثم غي بولس نجيم بعشر أصوات، في حين حصل منصور حبيقة على ثلاث أصوات فقط. في أعقاب هذه الدورة، قام المطران شكر الله حرب بوساطة لدى المطران يوسف بشارة للانسحاب لمصلحة الراعي، ذلك يعود بحسب مصادر الصحيفة، بسبب دعم الفاتيكان الذي أبداه السفير البابوي في لبنان خلال الخلوة الانتخابية للمطران بشارة الراعي، وكان واضحًا هذا الدعم قبل بدء الخلوة الانتخابية حتى، حين عاد الراعي إلى بيروت بعد زيارته روما مع عميد مجمع الكنائس الشرقية في الفاتيكان الكاردينال ليوناردو ساندري في 26 فبراير. وبالفعل استجاب المطران يوسف بشارة لوساطة المطران حرب، معلنًا انسحابه لمصلحة المطران الراعي. ربما يكون القانون الكنسي الذي يحدد مدة الاقتراع بخمس عشر يومًا يليها تعيين الكرسي الرسولي للبابا في حال الفشل بالانتخاب، أحد الأسباب التي دفعت يوسف بشارة لقبول التسوية، خصوصًا أنه المطران يوسف بشارة لم يتقدم سوى بفارق بسيط، وبعيد عن الأغلبية المطلوبة المقدرة بستة وعشرين صوتًا. وقد نقلت الأخبار أنه في أعقاب انسحاب يوسف بشارة أعلن المطران منصور حبيقة انسحابه هو الآخر لمصلحة الراعي؛ ما مكّن من حصول الراعي فعليًا خلال تسويات ما بعد الدورة الانتخابية الثانية عشر على الأغلبية اللازمة لفوزه بالكرسي البطريركي، وقد نقلت صحيفة الأخبار أيضًا أن السفير البابوي قد توّلى مهمة إقناع غي بولس نجيم بالانسحاب.
انعقدت صباح 15 مارس الدورة الانتخابية الثالثة عشر، والتي حصل بموجبها الراعي على أربع وثلاثون صوتًا من أصل سبعة وثلاثين بعد خروج المطران حميد موراني من الخلوة، لطارئ صحي. أما الأوراق الثلاثة فقد كانت بيضاء، وبذلك أصبح الراعي بطريرك الكنيسة المارونية السابع والسبعين.

### الانتخاب والتنصيب
| أيها الأخوة المطارنة الأحباء، عشنا معا فرحًا كبيرًا، وأظهرتم لي حبًا عظيمًا، وهذه ثقة كبيرة ودين علي. قدرني الله بثقتكم وتعاونكم أن نتمكن من حمل خدمتنا معًا. ومن هذه الأيام الجميلة التي عشنا، اخترت شعارًا لحياتي ورسالتي معكم هو "شركة ومحبة". |
| —بشارة الراعي، بعيد انتخابه بطريركًا. |

وفق تقاليد انتخاب البطريرك، توجه البطريرك المنتخب يحيط به لفيف المطارنة نحو كنيسة الصرح البطريركي في بكركي حيث اجتمع الإعلاميين ورجال الدين وبعض شخصيات المجتمع. البطريرك خلال كلمته، شكر البطريرك السابق نصر الله بطرس صفير والمطارنة الذين انتخبوه كما أعلن عن شعار بطريركيته: «شركة ومحبة». قبل توجه البطريرك نحو كرسي الصرح، كانت أمانة سر البطريركية قد أعلنت في بيان مقتضب عن حدث الانتخاب وفتح باب تقبل التهاني، كما حددت يوم 25 مارس موعدًا لتنصيب البطريرك بشكل رسمي، وطلبت من الكنائس المارونية حول العالم أن تقرع أجراسها إيذانًا بانتخاب البطريرك الجديد. خلال تهاني البطريرك المنتخب، حضرت أغلب الشخصيات السياسية والاجتماعية اللبنانية وعلى رأسهم رئيس جمهورية لبنان ميشال سليمان، كما توافد عدد من السفراء ناقلين تهاني الدول بانتخاب البطريرك، إلى جانب الجموع والوفود القادمة من مختلف الرعايا، وقد استمرّ توافد المهنئين وفق جدول أعمال البطريركية المارونية لمدة ثلاث أيام.
في 25 مارس 2011، توّلى البطريرك الراعي مساءً بحضور البطاركة الكاثوليك وممثلي الكنائس الأرثوذكسية الشرقية والمشرقية والإنجيليين وجميع أساقفة الكنيسة المارونية الذين شاركوا في عملية الانتخاب، أما الحضور السياسي فقد حضر رئيس الجمهورية ميشال سليمان وزوجته وفاء سليمان، وكذلك حضر رئيس مجلس النواب نبيه بري ورئيس مجلس الوزراء اللبناني سعد الحريري وقائد الجيش العماد جون قهوجي كما حضر أغلب النواب والوزراء ورؤساء الجمهورية السابقين، وحضر مملثون شخصيون عن الجمهورية العربية السورية والمملكة الأردنية الهاشمية وجمهورية مصر العربية ودولة قطر وجميع السفراء والقناصل المعتمدين في لبنان إلى جانب السفير البابوي في بيروت والسفير البابوي في دمشق ومفتي الجمهورية اللبنانية الشيخ محمد رشيد قباني ونائب رئيس المجلس الشيعي الأعلى في لبنان الشيخ عبد الأمير قبلان وشيخ عقل طائفة الدروز، وتزامنًا مع الحدث أبرق البابا بندكت السادس عشر للبطريرك مهنئًا ومؤكدًا على الشراكة الكنسيّة؛ وقد توّلى رئاسة القداس الإلهي ومن ثم رتبة التولية البطريرك السابق نصر الله بطرس صفير.
العظة الأولى التي ألقاها بعد رتبة التولية، تطرق بها البطريرك لدور الكنيسة ومستقبلها ومما قاله:
| بشارة بطرس الراعي | إننا سنعيش معًا هذه الشركة بالمحبة، في لبنان الذي "مجده" في رسالته. لقد أطلق على البطريرك الماروني شعار"مجد لبنان اعطي له"، مأخوذًا من نبوءة أشعياء، لكنه يعطى له ولكنيسته بقدر ما يلتزمان ببناء الشركة والشهادة للمحبة. مجد لبنان ينتقص بالانغلاق على الذات والتقوقع. لكنه ينمو ويعلو بالانفتاح على الآخر، على هذا الشرق وعلى العالم. بل يعطى "المجد" للبنان وشعبه، إذا كنا كلنا للوطن، كما ننشد. فالوطن ليس لطائفة أو حزب أو فئة. ولن يحتكره أحد لأن في احتكار فئة له احتقارًا لنا جميعًا، وفقدانًا لهذا "المجد"، الذي عظمته في تنوع عائلاته الروحية وغناها، ولا أقول في تنوع طوائفه لأنها صبغت بألوان سياسية وحزبية ضيقة انتزعت من هذه الطوائف قدسيتها وأصالة إيمانها وروحانية دينها. "فالويل لأمة كثرت فيها الطوائف وقلّ فيها الدين"، نقولها مع ابن الأرز جبران خليل جبران. | بشارة بطرس الراعي |

### جولة الشكر في لبنان
بدأ الراعي بطريركيته بجولة غير متصلة، على الأبرشيات المارونية في لبنان بدأها بعيد انتخابه في 3 أبريل بزيارة جونيه، ثم زار في 9 أبريل قضاء المتن الشمالي وأنطلياس. كما زار في 11 أبريل العاصمة بيروت حيث التقى مفتي الجمهورية اللبنانية ورئيس المجلس الشيعي الأعلى وشيخ عقل الدروز فضلاً عن رئيس مجلس الوزراء نجيب ميقاتي.
وفي اليوم نفسه زار بعبدا حيث التقى رئيس الجمهورية ميشال سليمان.
في 28 مايو استكمل الراعي جولته بزيارة مدينة زغرتا شمال لبنان، وبعدها توجه إلى البترون يوم 2 يوليو، مارًا بطرابلس، كما زار في 19 يوليو المتن الشمالي مجددًا وعرج خلال زيارته إلى بلدته حملايا. وفي 5 أغسطس قام الراعي بزيارة بشري، وفي اليوم التالي أي في 6 أغسطس وحتى 8 أغسطس قام الراعي بزيارة الشوف وصيدا. كما زار بين 16 و19 أغسطس أبرشيته السابقة جبيل حيث كان من ضمن جدول الزيارة لقاء رئيس الجمهورية في قريته عمشيت حيث أقيمت مأدبة على شرف البطريرك. ثم زار بسكنتا في 28 أغسطس في زيارة هي الثانية من نوعها لقضاء كسروان. وفي أعقاب عودته من زيارته إلى فرنسا زار الراعي كلاً من جنوب لبنان حيث جرى له استقبال شعبي على رأسه نبيه بري في 24 سبتمبر، كما زار قبلاً بعلبك والهرمل والبقاع الشمالي في زيارة هي الأولى من نوعها لبطريرك ماروني إليها بين 18 و19 سبتمبر.

## في السياسة

### اللقاء المسيحي
في يوليو 2011 جمع البطريرك الأقطاب المسيحيين في قوى 14 آذار وقوى 8 آذار في بكركي وكان الاجتماع فاتحة اجتماعات أخرى جمعت النواب الموارنة الأربع وثلاثون في مجلس النواب اللبناني. تمحورت اللقاءات حول المصالحة بين الأقطاب الموارنة والتباحث في قانون الانتخابات الأصلح للانتخابات النيابية المزمع إجرائها عام 2013، والعمل على تذليل الخلافات بين مختلف الفرقاء السياسيين في لبنان. انبثق عن الاجتماع، لجنة فرعيّة للتشاور والتنسيق الدائم، وأكد المجتمعون على أهمية الوحدة الوطنية وتجنيب لبنان أي حرب أهلية جديدة وأن الحوار هو السبيل الوحيد في حل مشكلة سلاح حزب الله.
كما انعقد في بكركي قمّة روحية بين مختلف رؤساء الطوائف اللبنانية الثمانية عشر ترأسه البطريرك ومفتي الجمهوريّة محمد رشيد قباني ونائب رئيس المجلس الإسلامي الشيعي الأعلى عبد الأمير قبلان.

### تصريحات فرنسا
صرح البطريرك الراعي في 9 ديسمبر 2011 أن الكنيسة المارونية: «لا توالي ولا تعادي أي نظام سياسي لافتاً إلى أن ما يهمّها هو احترام حقوق الإنسان في ظلّ أنظمة ديمقراطيّة تؤمن بالتعدديّة والمشاركة». كان البطريرك قد صرّح خلال زيارته فرنسا في سبتمبر 2011 أن حزب الله يقول أن يبقى مسلحًا طالما هناك احتلال إسرائيلي، فدعا البطريرك الحكومة الفرنسية والمجتمع الدولي إعادة مزارع شبعا وتلال كفر شوبا المحتلّة «لنزع الذريعة من يد حزب الله»؛ بكل الأحوال فإن هذه التصريحات قد سببت امتعاضًا في أجواء قوى 14 آذار وترحيبًا في أوساط قوى 8 آذار، رغم أن البطريرك أراد انتهاج الوسطية بين الفريقين المتخاصمين في لبنان، كذلك فقد أثارت ردود فعل سلبية عربية ودولية. قال البطريرك أن تصريحاته قد أسيء فهمها، وهو ما كرره رئيس اللجنة الفرنسية اللبنانية وعضو البرلمان الفرنسي خلال زيارته البطريرك في بكركي يوم 5 ديسمبر 2011. كذلك فقد صرح ميشال سليمان رئيس الجمهورية اللبنانية حول تصريحات الراعي بأن «البطريرك ليس في حاجة إلى أي شخص للدفاع عنه، وتصدر له مواقف من دوره المركزي باعتباره الشخص المسؤول وطنيًا عن لبنان والمسيحيين في الشرق الأوسط». وعمومًا فإن تصريحات البطريرك بخصوص حزب الله تعتبر الشق الأول من تصريحاته التي أثارت جدلاً، إذ كان الشق الثاني بأنه يتخوّف في حال وصل إلى حكم سوريا جماعات متطرفة أن يؤدي ذلك إلى تهجير مسيحيي سوريا إضافة إلى الانعكاسات السلبية على مسيحييي لبنان، وقال «أن العراق يمثل مثالاً ناصعًا عما حدث».
غير أن البطريرك أوضح في هذا الخصوص أنه يؤيد الإصلاح ويدعو الحكومة السورية للقيام به مسرعة، كما دعا إلى نبذ العنف الممارس في البلاد خلال اجتماع ترأسه لمجلس المطارنة الموارنة الشهري، واعتبر كذلك أن كلامه قد «أجتزأ وأخرج عن سياقه»، وصرّح بأنه «مع الإصلاح في العالم العربي على كل المستويات بما فيها المستوى السياسي وفي كل الدول العربية بما فيها سوريا، كما أننا مع مطالب الناس بحقوقهم وبالحريات العامة. وبأننا لسنا مع العنف من أي جهة أتى، وثالثًا لسنا مع أي نظام أو ضد أي نظام ولا ندعم أي نظام»، كما أوضح: «إننا أبرزنا مخاوفنا من ثلاثة أمور أيضًا هي الانتقال من الأنظمة القائمة التي تتصف بالديكتاتورية إلى أنظمة متشددة، وتاليًا فإن الخوف هو من الاختيار بين السيئ والأسوأ، كما نخشى أن نصل إلى حرب أهلية، لأن مجتمعاتنا مؤلفة من طوائف ومذاهب، ولا يمكن أن ننسى احتمالات التقسيم إلى دويلات مذهبية يذهب ضحيتها المسيحيون ايضًا». خلال زيارته تركيا في 29 مارس، قال البطريرك أنّ تركيا نموذج يحتذى للدولة التي تساوي بين جميع مواطنيها وتضمن تكافؤ فرص، داعيًا دول الربيع العربي للاقتداء بها.

### مع العروبة
في 13 مارس 2012 وخلال زيارته قطر، قال البطريرك أنه فخور بالانتماء إلى «العالم العربي» وصرح أيضًا أننا «نحتاج إلى أن تشبك الأسرة العربية أيديها أكثر فأكثر، وتتعاون بعضها مع بعض لكي ينتصر كل بلد من بلداننا وينمو، ونصبح أسرة عربية واحدة».

## الزيارات الرعوية
- الفاتيكان، روما -  إيطاليا: زيارات متكررة منذ تنصيبه بحكم العلاقة بين الكنيسة المارونية والكرسي الرسولي، فقد زار الراعي الفاتيكان بين 11 أبريل و16 أبريل لتلقي درع التثبيت،[37] ثم في 1 مايو إلى 3 مايو للمشاركة في تطويب يوحنا بولس الثاني، وفي 15 مايو للمشاركة في أعمال السينودس حول الشرق الأوسط،[38] وبين 20 يونيو و22 يونيو للاطلاع على نتائج السينودس السنوي للكنيسة المارونية الذي انعقد في يونيو،[39] وبالتالي يكون الراعي قد زار روما أربع مرّات خلال الست أشهر الأولى من بطريركيته.
- فرنسا، مارسيليا وتولوز وباريس: من 3 ولغاية 11 سبتمبر 2011 بدعوة من نيكولا ساركوزي.[40]
- الولايات المتحدة، إلينوي، لوس أنجلوس، نيويورك، ميسوري - تكساس - بنسلفانيا من 1 ولغاية 31 أكتوبر 2011.[41]
- العراق، بين 1 و3 نوفمبر 2011 التقى خلالها مسؤوليين سياسييين وروحيين عراقيين، بناءً على دعوة يوسف الثالث يونان بطريرك الكنيسة الكلدانية الكاثوليكية، وتعتبر الزيارة أول زيارة لبطريرك ماروني إلى العراق.[42]
- قبرص، بين 10 و13 فبراير 2012.
- الأردن، بين 8 و11 مارس 2012 ترسيخًا «للحوار والانفتاح» و«العلاقة المميزة التي تجمع البطريركية المارونية والأسرة الهاشمية في الأردن» كما زار النيابة البطريركية المارونية في عمان.[43]
- قطر، بين 12 و14 مارس 2012 التقى خلالها أمير قطر وتناولا شؤون ثورات الربيع العربي ومخاوف المسيحيين.[44]
- مصر، بين 17 و21 مارس 2012، زيارة رعويّة للموارنة في القاهرة والإسكندرية،[45] كما حضر جنازة البابا شنودة الثالث بابا الإسكندرية الذي توفي خلال اليوم الأول من الزيارة.[46] لم تشمل الزيارة أي لقاءات رسميّة واكتفت بالجانب الرعوي والديني، علمًا أنه كان من المقرر لقاء شيخ الأزهر الذي ألغي بناءً على طلب الأخير ردًا على تصريحات البطريرك حول مخاوف المسيحيين من الربيع العربي.[47]
- تركيا، بين 29 و31 مارس 2012، وهي أول زيارة لبطريرك ماروني إلى تركيا منذ زيارة البطريرك إلياس بطرس الحويك بداية القرن العشرين قبيل سقوط الدولة العثمانية،[48] التقى فيها البطريرك مسؤولين أتراك على رأسهم رجب طيب أردوغان ورأس بطريركية القسطنطينية المسكونية بارثولوميو الأول، وتناول البحث على وجه الخصوص موضوع الموارنة في قبرص، وشؤون سياسية واجتماعية أخرى.[49]

- السعودية، في يوم الإثنين 13 نوفمبر 2017، وصل الراعي إلى العاصمة السعودية الرياض في أول زيارة لبطريرك ماروني للمملكة، وثاني زيارة لبطريرك مسيحي إلى السعودية منذ عام 1975 (زيارة بطريرك أنطاكية وسائر المشرق للروم الأرثوذكس إلياس الرابع معوض).[50] وفي هذه الزيارة قابل الراعي العاهل السعودي الملك سلمان بن عبد العزيز آل سعود، وولي عهده الأمير محمد بن سلمان، وكذلك رئيس الوزراء اللبناني المستقيل والمتواجد بالرياض آنذاك سعد الحريري. وناقش الراعي خلال لقائه مع الملك أهمية دور مختلف الأديان والثقافات في تعزيز التسامح ونبذ العنف والتطرف والإرهاب، وتحقيق الأمن والسلام لشعوب المنطقة والعالم.[51]

## سيامة الأساقفة
حتى فبراير 2012 كان الراعي قد سام خمسة أساقفة هم:
- المطران حنا علوان، نائبًا بطريركيًا مسؤولاً عن شؤون المحاكم الروحية المارونية ودائرة الشؤون القانونية في البطريركية.[52]
- المطران كميل زيدان، نائبًا بطريركًا مسؤولاً عن الدوائر البطريركية.[52]
- المطران ميشيل عون، مطرانًا لجبيل.
- المطران منير خير الله، مطرانًا للبترون.
- المطران إلياس سليمان، مطرانًا للاذقية.
- المطران شربل يوسف عبد الله، مطرانا لصور في 5 كانون الأول 2020، خلفا للمطران شكرالله نبيل الحاج.

## الأوسمة
- وسام الاستحاق الوطني من رتبة كومندور،  إيطاليا، عام 1994.
- وسام الأرز الوطني من رتبة كومندور،  لبنان، عام 2007.

## المؤلفات
أصدر الراعي عددًا من المؤلفات، بعضها على شكل رسائل رعوية بحكم موقعه كأسقف والبعض الآخر ككتب ودراسات بحكم موقعه كأستاذ مدرس في عدد من الجامعات اللبنانية، وهي تتعلق باختصاصات دراسته المختلفة فضلاً عن الأحداث الهامة في تاريخ الكنيسة أو الأبرشية:
- التنشئة المسيحية، الجزء الأول، 2005، منشورات جامعة سيدة اللويزة.
- سلسلة التنشئة المسيحية، الجزء الثاني، 2006، منشورات جامعة سيدة اللويزة.
- سلسلة التنشئة المسيحية، الجزء الثالث، 2007، منشورات جامعة سيدة اللويزة.
- سلسلة التنشئة المسيحية، الجزء الرابع، 2008، منشورات جامعة سيدة اللويزة.
- سلسلة التنشئة المسيحية، الجزء الخامس، 2009، منشورات جامعة سيدة اللويزة.
- الزواج، تعليم واجتهاد قضائي، 2007، منشورات جامعة الحكمة.
- الأصول العلمية لسير الدعوى أمام المحاكم الكنسية، دور الوكيل والمحامي، 2010، منشورات جامعة الحكمة.

| الرسائل الرعوية - «أنا معكم كاهن ولأجلكم أسقف»، 1990. - «أجهزة الأبرشية الإدارية والاجتماعات والرعوية»، 1990. - «مدخل إلى إعداد الجمعية الخاصة لسينودس الأساقفة من أجل لبنان»، 1991. - «تجدّد وشهادة، على هدى المجمع الراعوي من أجل لبنان»، 1992. - «أوقاف الرعايا في أبرشية جبيل، الوقف وغاياته - النظام الداخلي - دور العلمانيين»، 1994. - «رجاء وتجدد وشهادة، دخول في مسيرة سينودس الأساقفة من أجل لبنان»، 1995. - «تطبيق الشرع الخاص بالكنيسة المارونية في أبرشية جبيل»، 1996. | - «مواضيع لتحضير الزواج في أبرشية جبيل المارونية»، 1998. - «المجمع الأبرشي، يسوع المسيح ينبوع النجدد والشركة في الكنيسة»، 1999. - «سنة اليوبيل الكبير المقدسة وترتيبات لنيل الغفرانات»، 2000. - «خدمة المحبة في الأوقاف والرعايا والأبرشية، توجيهات إدارية وراعوية»، 2006. - «اللّه محبة، رسالة البابا بندكتوس السادس عشر، مواعظ الصوم»، 2006. - «دليل الكاهن والرعية والعمل الرعوي»، 2007. - «دليل الأسقف والدائرة والهيكليات»، 2008. |